# Рощевский, Михаил Павлович
Михаил Павлович Рощевский (5 марта 1933, Псков, Ленинградская область, РСФСР — 5 июля 2025) — российский учёный-физиолог, доктор биологических наук, специалист в области эволюционной и экологической физиологии. Академик РАН, директор Института физиологии Коми научного центра УрО РАН (г. Сыктывкар) в 1988—2004. Главный научный сотрудник лаборатории сравнительной кардиологии Коми НЦ УрО РАН. Лабораторию возглавляет его дочь, доктор биологических наук, профессор, член-корреспондент РАН И. М. Рощевская.

## Биография
Сын историка Павла Ивановича (1900—1976) и библиотекаря Антонины Николаевны Рощевских. Сестра Лариса (род. 1938) — историк, профессор СыктГУ, заслуженный деятель науки Коми АССР и РФ.
В 1955 году окончил Уральский государственный университет (УрГУ), обучался в аспирантуре там же, работал в должности ассистента.
В 1958—1960 годах — младший научный сотрудник Уральского НИИ сельского хозяйства. В 1959 году защитил диссертацию на соискание степени кандидата биологических наук («Электрическая активность сердца и методы съёмки электрокардиограмм у крупного рогатого скота»).
В 1960—1970 годах — старший научный сотрудник Института биологии Коми филиала УрО АН СССР. В 1969 году защитил докторскую диссертацию. В 1970—1983 годах — заместитель председателя Президиума Коми филиала УрО АН СССР. В 1971—1985 годах — заведующий лабораторией сравнительной кардиологии Института биологии Коми филиала УрО АН СССР.
В 1983—2006 годах — председатель Президиума Коми научного центра УрО АН СССР (РАН). В 1985—1987 годах заведовал отделом экологической физиологии Института биологии Коми филиала УрО АН.
23 декабря 1987 года избран членом-корреспондентом АН СССР по Отделению физиологии. С 1988 года — заместитель председателя Президиума УрО АН СССР (РАН), в 1988—2004 годах — директор Института физиологии Коми научного центра УрО АН СССР (РАН). 15 декабря 1990 года избран действительным членом АН СССР.
С 2004 года — сотрудник лаборатории сравнительной кардиологии при Президиуме Коми НЦ УрО РАН, с 2006 — советник РАН.
Умер 5 июля 2025 года в возрасте 92 лет.

## Награды

### Награды Российской Федерации
- орден Дружбы народов (28 октября 1994) — за большой личный вклад в развитие отечественной науки и подготовку высококвалифицированных специалистов
- орден «За заслуги перед Отечеством» IV степени (1999)[10]
- Государственная премия РФ в области науки и техники (2003)
- Благодарность Президента Российской Федерации (2004) — за большой вклад в развитие отечественной науки и подготовку высококвалифицированных научных кадров[14]
- орден Почёта (2024) — за заслуги в научной деятельности и многолетнюю добросовестную работу[15]

### Награды СССР
- орден Трудового Красного Знамени,
- медаль «За доблестный труд»
- медаль «Ветеран труда»

### Прочее
- Заслуженный деятель науки Коми АССР (1983)[11]
- Медаль Всесоюзного физиологического общества им. И. П. Павлова (1992)[16]
- Почётная грамота Президиума Верховного совета Российской Федерации (20 марта 1993 года) — за большой личный вклад в развитие фундаментальной  науки, производительных сил, научного потенциала Республики Коми, Северного экономического района Российской Федерации и подготовку научных кадров[17].
- Памятная медаль Пенсильванского университета (США) (1993)
- Государственная премия Республики Коми (2001)[10]
- Звание «Почётный гражданин города Сыктывкара» (2001)[10]
- Золотая медаль имени академика Сергея Вонсовского УрО РАН (2008)[18][19]